# Präludium und Fuge D-Dur BWV 850 (Das Wohltemperierte Klavier, I. Teil)
Präludium und Fuge D-Dur, BWV 850, bilden ein Werkpaar im 1. Teil des Wohltemperierten Klaviers, einer Sammlung von Präludien und Fugen für Tasteninstrumente von Johann Sebastian Bach.

## Präludium
Der größte Teil des Präludiums besteht aus einer tanzenden, durch Achtelpausen unterbrochenen Bassstimme, mit einer Sechzehntelfigur in der Oberstimme. Nach einem Orgelpunkt auf der Dominante A in Takt 27–29, der in Takt 32 nochmals aufgegriffen wird, sind die drei letzten Takte im Stylus phantasticus gesetzt, der eine freie Tempowahl erlaubt. Ob nur der erste Akkord in Takt 34 zu arpeggieren ist oder sämtliche Akkorde bis zum abschließenden Takt 35, bleibt der jeweiligen Interpretation überlassen.
Eine ähnliche musikalische Textur mit einem tanzenden Bassverlauf und einer Sechzehntelbewegung in der Oberstimme findet sich in der Etüde op. 10, Nr. 2 in a-Moll von Frédéric Chopin.

## Fuge
Das Fugenthema und damit der Beginn des Stücks überrascht mit einer fanfarenartigen Figur, die sich fast durch das ganze Stück hinzieht. Philipp Spitta spricht hier von einer Kombination von jähem Aufbrausen und pathetischer Grandezza.
Eine Überraschung ganz anderer Art besteht im Mangel an irgendwelchen kontrapunktischen Feinheiten. Vergeblich sucht man nach einem regelmäßig ausgeführten Kontrasubjekt, und deshalb erübrigt sich auch eine formgerechte musikalische Analyse. Auffällig ist indessen ein Motiv aus vier Sechzehntelnoten, das erstmals am Ende des dritten Taktes auftaucht und im weiteren Verlauf (Takt 9 und 17) zu homophonen Zwischenspielen verarbeitet wird. Die angegebene Vierstimmigkeit ist kaum konsequent durchgehalten. Sie erklingt hauptsächlich erst im ebenfalls homophonen Abschluss (Takt 25–27), der zusammen mit den punktierten Rhythmen an ein Concerto grosso von Georg Friedrich Händel erinnert.